# Berlin: Live at St. Ann's Warehouse
Berlin: Live At St. Ann's Warehouse es la grabación en directo en 2008 editada en CD y DVD del tercer álbum en solitario de Lou Reed realizada durante cinco noches en St. Ann's Warehouse en Brooklyn, Nueva York. 
Además del álbum original incluye la interpretación de Candy Says, Rock Minuet y Sweet Jane, contando con la colaboración del guitarrista Steve Hunter, que participó en la grabación de estudio del disco original en 1978, y de Sharon Jones y Antony Hegarty de Antony and the Johnsons como coristas y cantantes.
La razón de que el álbum no haya sido interpretado en vivo hasta más de 30 años después es que cuando fue lanzado, se volvió un fracaso comercial, por lo que nadie quiso financiar un concierto en el que también se necesitaban actores.

## Lista de canciones
1. Sad Song (Intro) - 1:51
2. Berlin - 2:34
3. Lady Day - 4:12
4. Men of Good Fortune - 6:35
5. Caroline Says I - 4:31
6. How Do You Think It Feels? - 5:37
7. Oh, Jim - 8:16
8. Caroline Says II - 4:33
9. The Kids - 8:08
10. The Bed - 5:59
11. Sad Song - 8:21
12. Candy Says - 6:04
13. Rock Minuet - 7:18
14. Sweet Jane - 5:31

- Datos: Q2361395